# La Mélodie - Suona sogna vola
La Mélodie - Suona sogna vola (La Mélodie) è un film del 2017 diretto da Rachid Hami, al suo esordio alla regia, remake del film brasiliano Il maestro di violino (2015) di Sérgio Machado.

## Trama
Un musicista classico disoccupato viene ingaggiato da una scuola della banlieue parigina per insegnare a suonare il violino a una classe di adolescenti difficili.

## Riconoscimenti
- 2018 - Festival internazionale del cinema di frontiera[1]
  - Miglior film